# Xã Howard, Quận Story, Iowa
Xã Howard (tiếng Anh: Howard Township) là một xã thuộc quận Story, tiểu bang Iowa, Hoa Kỳ. Năm 2010, dân số của xã này là 2.252 người.